# Verdensteatret

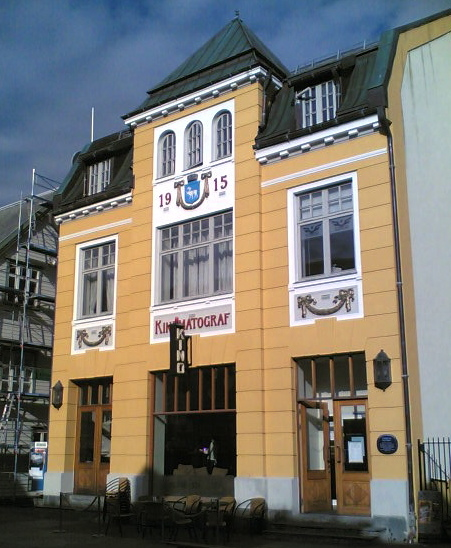
Verdensteatret im Zentrum Tromsøs

Das Verdensteatret (deutsch „Das Welttheater“) in der nordnorwegischen Stadt Tromsø ist Norwegens ältestes Filmtheater, das fortwährend in Betrieb ist. Das am 4. Juni 1916 eröffnete Kino liegt in der Storgata, der Hauptstraße im Zentrum der Stadt. Im Gebäude befindet sich ein Vorführsaal mit 216 Sitzen und im Foyer ein Café, das 2006 eröffnet wurde. Zudem sind in dem Kulturhaus die Büros der Filmproduktionsgesellschaft Filmfalken, des Tromsø Filmklubb sowie des jährlich stattfindenden Tromsø Internasjonale Filmfestival (TIFF) untergebracht. Während des Festivals werden in der Spielstätte neben dem Filmprogramm auch Retrospektiven und Stummfilmkonzerte veranstaltet.
Ursprünglich hatte das Kino 349 Sitzplätze und 50 Stehplätze und beherbergte die Cinématographen der Gemeinde. Es diente dem Zweck, der Kommune einerseits Geld in die leeren Kassen zu spülen und andererseits die Bevölkerung „pädagogisch und moralisch aufzuklären“. Dazu wurde als Name der Begriff „Welttheater“ gewählt, um zu verdeutlichen, dass das Kino die „große weite Welt nach Tromsø bringt“. Während in den Anfangsjahren die Kommune das noch aus Stummfilmen bestehende Programm bestimmte, wird es heute von der Verdensteatret Cinematek, dem Tromsø Filmklubb und dem Tromsø Barnefilmklubb gestaltet.
Das zweieinhalbgeschössige Haus wurde von 1915 bis 1916 unter der Leitung von Peter Arnet Amundsen gebaut und steht seit 1994 – als erstes Kino Norwegens – unter Denkmalschutz. 2006 übernahm die Stiftung des Tromsøer Filmfestivals die Verantwortung für den Betrieb des Verdensteatret, das sich jedoch nach wie vor noch im Besitz der Tromsø Kommune befindet.